# Hamm United
Der Hamm United FC e. V., bekannt als Hamm United, ist ein Fußballverein aus dem Hamburger Stadtteil Hamm. Die Fußballmannschaft der Männer spielt in der Landesliga Hansa.

## Geschichte
Der Verein wurde im Jahre 2005 gegründet und trägt seine Heimspiele im Hammer-Park-Stadion aus. In der Saison 2006/07 nahm der Verein am Spielbetrieb des Hamburger Fußball-Verbandes teil und stieg als Vizemeister hinter Dersimspor Hamburg auf Anhieb von der Kreisklasse in die Kreisliga auf. Es folgten zwei Meisterschaften in Folge, die den Verein im Jahre 2009 in die Landesliga hievten. In der Landesliga wurden die Hammer in den Jahren 2010, 2014 und 2016 jeweils Dritter. Nachdem die Mannschaft in der Saison 2016/17 in die Bezirksliga abgestiegen war, gelang in der folgenden Saison 2017/18 der direkte Wiederaufstieg. In der Landesligasaison 2018/19 wurde Hamm United Vizemeister hinter dem Bramfelder SV. Da der Hamburger Oberligameister Altona 93 den Aufstieg in die Regionalliga Nord schaffte, reichte Hamm United der zweite Platz zum Aufstieg in die Oberliga Hamburg.
Die erste Mannschaft beendete die Saison 2021/22 auf dem 15. Platz, was den Klassenerhalt bedeutet hätte. Da der Wandsbeker TSV Concordia in der Aufstiegsrunde zur Regionalliga scheiterte und der HFV den TuRa Harksheide als Nachrücker für die zweite Mannschaft des Niendorfer TSV als Aufsteiger in die Oberliga benannte, wurde Hamm United als zusätzlicher Absteiger bestimmt, wogegen der Verein Protest einlegte. Der HFV gab dem Protest statt, da die Auf- und Abstiegsregelungen widersprüchlich ausgelegt werden könnten und keinem Verein daraus ein Nachteil entstehen sollte.
Ein Jahr später erreichte man den 16. Platz und stieg in die Landesliga Hansa ab.

## Fanrivalitäten und -freundschaften
Eine enge Freundschaft besteht zu Altona 93, Fans beider Lager besuchen regelmäßig gegenseitig die Spiele. Am 12. August 2022 wurde beim Heimspiel vom Hamm United der Vereinsinterne Zuschauerrekord aufgestellt mit 1346 Zuschauern gegen Altona 93.
Mit HSV Barmbek-Uhlenhorst wird auch eine Fanfreundschaft gepflegt.
Rivalitäten direkt gibt es keine, höchsten könnte man das Derby gegen den SC Hamm 02 als solches bezeichnen. Das Stadtteilderby wird aktuell nur durch die Zweitvertretung von Hamm United bestritten.

## Persönlichkeiten
- Davidson Eden
- Kevin Hansen
- Obaidulla Karimi
- Mustafa Kučuković
- Christopher Mahrt
- Peter Nogly
- Siniša Veselinović
- Mahmut Yilmaz